# Монтроуз (Джорджія)
Монтроуз (англ. Montrose) — місто (англ. town) в США, в окрузі Лоренс штату Джорджія. Населення — 203 особи (2020).

## Географія
Монтроуз розташований за координатами 32°33′33″ пн. ш. 83°9′11″ зх. д. / 32.55917° пн. ш. 83.15306° зх. д. (32.559230, -83.153151).  За даними Бюро перепису населення США в 2010 році місто мало площу 4,20 км², з яких 4,18 км² — суходіл та 0,02 км² — водойми.

## Демографія
Згідно з переписом 2010 року, у місті мешкало 215 осіб у 75 домогосподарствах у складі 56 родин. Густота населення становила 51 особа/км².  Було 94 помешкання (22/км²).
Расовий склад населення:
| - 65,6 % — білих - 32,1 % — чорних або афроамериканців - 2,3 % — осіб інших рас |

До двох чи більше рас належало 0,0 %. Частка іспаномовних становила 3,7 % від усіх жителів.
За віковим діапазоном населення розподілялося таким чином: 28,8 % — особи молодші 18 років, 57,7 % — особи у віці 18—64 років, 13,5 % — особи у віці 65 років та старші. Медіана віку мешканця становила 35,1 року. На 100 осіб жіночої статі у місті припадало 85,3 чоловіків;  на 100 жінок у віці від 18 років та старших — 88,9 чоловіків також старших 18 років.
Середній дохід на одне домашнє господарство  становив 46 556 доларів США (медіана — 38 750), а середній дохід на одну сім'ю — 55 145 доларів (медіана — 60 208). Медіана доходів становила 26 406 доларів для чоловіків та 32 083 долари для жінок. За межею бідності перебувало 10,6 % осіб, у тому числі 6,7 % дітей у віці до 18 років та 0,0 % осіб у віці 65 років та старших.
Цивільне працевлаштоване населення становило 82 особи. Основні галузі зайнятості: транспорт — 22,0 %, роздрібна торгівля — 22,0 %, освіта, охорона здоров'я та соціальна допомога — 14,6 %, будівництво — 11,0 %.